# District d'Imadate
Le district d'Imadate (今立郡, Imadate-gun) est un district de la préfecture de Fukui, au Japon.
Selon l'estimation du 1er décembre 2011, sa population était de 2 980 habitants pour une superficie de 194,72 km2, donnant ainsi une densité de population de 15,3 hab./km2.

## Municipalité du district
- Ikeda